# ヴァルカ
ヴァルカ（Valka）は、ラトビアの都市。エストニアとの国境に面している。人口は6459人（2005年）。

## 地理
隣接するエストニアのヴァルガ（Valga）と本来は一つの都市であった。ラトビア、エストニアの両国によって分割されたため、ひとつの街の中に国境が設定されているようにみえる。
近隣の都市としては、約65キロ南西のツェーシス、約80キロ北東のタルトゥ（エストニア領）などが挙げられる。

## 歴史
中世では、ヴァルク（Walk）と称された都市がリヴォニア帯剣騎士団領とタルトゥ司教領の境界に位置していた。16世紀後半、ポーランド王によって都市特権を認められた。17世紀前半、グスタフ・アドルフ治世下のスウェーデンによって併合されるが、18世紀初頭の大北方戦争でロシア領となった。
第一次世界大戦を経てバルト三国が独立を達成した際、ラトビアとエストニアの間で、この地域をめぐる領有権問題が発生した。そのため、イギリスの仲介のもとで、ヴァルクがエストニア領のヴァルガとラトビア領のヴァルカに分割され、街を分割するような形となった。
2004年にラトビア、エストニアがEUに加盟し、シェンゲン協定の加盟国にもなった。そのため現在では両都市間の往来は自由に行え、現在でも残る国境検問所の建物の前も自由に通過できる。さらに、2019年からの新型コロナウイルス感染症による国境封鎖の際も、エストニアのヴァルガに居住する住民がヴァルカとの間で比較的自由に行き来することができた。

## 姉妹都市
- ヴァルガ、エストニア
- トルニオ、フィンランド
- en:Haparanda、スウェーデン
- en:Ekerö、スウェーデン
- en:Aleksandrów Kujawski、ポーランド
- プスコフ、ロシア